# Copas nacionales del fútbol peruano
Las copas nacionales del fútbol peruano son torneos organizados por las entidades oficiales como la Asociación Deportiva de Fútbol Profesional y la Federación Peruana de Fútbol. Se disputan desde 1919 hasta la fecha, además de los campeonatos en las distintas categorías del sistema de ligas. 
Estos torneos, generalmente, son desarrollados en forma previa o paralela a los torneos de Liga de cada división, por lo general se juegan con el formato de eliminación directa. Asimismo, los participantes provienen de diferentes categorías o exclusivamente de la máxima categoría.

## Copas paralelamente al campeonato de Primera División
Desde 1912, con el inicio del Campeonato de Liga de la Primera División por la Liga Peruana de Fútbol, actualmente llamada Asociación Deportiva de Fútbol Profesional, no se contó con un sistema de ligas que incluya la disputa de una copa doméstica que posibilite enfrentamientos entre equipos de las divisionales existentes.
Sin embargo, sí ha habido temporadas donde hubo realización de copas en paralelo, por lo general en estas copas participaban exclusivamente equipos de Primera División, aunque en algunas ocasiones también participaron de diferentes categorías como de Segunda División o Copa Perú (tercera categoría de la época).
Estas competencias de copa se diferencian de los torneos cortos porque no están incluidas dentro del Campeonato de Liga que se disputa anualmente.Durante este periodo quien organizaba el campeonato era la Asociación Deportiva de Fútbol Profesional bajo la supervisión de la Federación Peruana de Fútbol, labor que cumplió hasta 2018.
Desde 2019, con la organización completa del campeonato por la Federación Peruana de Fútbol, mediante la Liga de Fútbol Profesional, esto cambió con la disputa de la Copa Bicentenario, la cual reunía a equipos de las diferentes categorías, nombradas como Liga 1 y Liga 2.En 2020, la Federación Peruana de Fútbol creó la Supercopa Peruana que disputarían el campeón de Liga 1 y Copa Bicentenario de la edición anterior.
En 2024, la Federación Peruana de Fútbol planteó la reactivación de la Copa Bicentenario, que se realizaría en el intermedio de un mes de la Liga 1 por la realización de la Copa América 2024. Sin embargo, luego de unos meses, esta propuesta fue descartada. 
En 2025, la Federación Peruana de Fútbol planteó la realización de la Copa de la Liga de Fútbol Profesional FPF con la participación de clubes de diferentes categorías, a través de la Comisión Organizadora de Competiciones. Sin embargo, luego de unos meses, esta propuesta fue descartada por temas contractuales televisivos entre 1190 Sports y la FPF.
Desde 2022 al 2025, no existe Copa Nacional, Copa de Liga o Supercopa en disputa. 
| Campeonato de Liga |                                          |
| Período            | Copas y Supercopas                       |
| 1912-1918          | No hubo                                  |
| 1919               | Supercopa de Campeones del Perú          |
| 1920-1927          | No hubo                                  |
| 1928               | Copa de la Liga del Perú                 |
| 1929-1969          | No hubo                                  |
| 1970               | Copa Presidente de la República          |
| 1971-1992          | No hubo                                  |
| 1993               | Torneo Intermedio (1993)                 |
| 1994-2010          | No hubo                                  |
| 2011               | Copa del Inca o Torneo Intermedio (2011) |
| 2012               | Copa Federación                          |
| 2013               | No hubo                                  |
| 2014               | Torneo del Inca                          |
| 2016-2018          | No hubo                                  |
| 2019               | Copa Bicentenario                        |
| 2020               | Supercopa Peruana                        |
| 2021               | Copa Bicentenario                        |
| 2022-2025          | No hubo                                  |

## Historial

### Copas
| Edición                               | Campeón | Resultado                                                                                                   | Subcampeón                                                                                                  | Final | Categorías                                                                                                  |
| Copa de la Liga del Perú              | Copa de la Liga del Perú                                                                                    | Copa de la Liga del Perú                                                                                    | Copa de la Liga del Perú                                                                                    | Copa de la Liga del Perú                                                                                    | Copa de la Liga del Perú                                                                                    |
| ------------------------------------- | --- | --- | --- | --- | --- |
| 1928                                  | Alianza Lima                                                                                                | 3 – 0 | Liga Balnearios del Sur                                                                                     | Lima | Primera División Segunda División                                                                           |
| Copa Presidente de la República       | | | | | |
| 1970                                  | Universitario                                                                                               | 4 – 0 | FBC Melgar                                                                                                  | Lima | Primera División Tercera División                                                                           |
| Torneo Intermedio 1993                | | | | | |
| 1993                                  | Deportivo Municipal                                                                                         | 2 – 2 (4-3 pen.)                                                                                            | Deportivo Sipesa                                                                                            | Lima | Primera División                                                                                            |
| Copa del Inca / Torneo del Inca       | | | | | |
| 2011                                  | José Gálvez                                                                                                 | 7 – 3 (glo.)                                                                                                | Sport Ancash                                                                                                | Huaraz y Chimbote                                                                                           | Primera División Segunda División Tercera División                                                          |
| 2012                                  | Cancelada por decisión de la Federación Peruana de Fútbol argumentando problemas contractuales televisivos. | Cancelada por decisión de la Federación Peruana de Fútbol argumentando problemas contractuales televisivos. | Cancelada por decisión de la Federación Peruana de Fútbol argumentando problemas contractuales televisivos. | Cancelada por decisión de la Federación Peruana de Fútbol argumentando problemas contractuales televisivos. | Cancelada por decisión de la Federación Peruana de Fútbol argumentando problemas contractuales televisivos. |
| 2014                                  | Alianza Lima                                                                                                | 3 – 3 (pró.) (5-3 pen.)                                                                                     | Universidad San Martín                                                                                      | Callao | Primera División                                                                                            |
| Copa Bicentenario                     | | | | | |
| 2019                                  | Atlético Grau                                                                                               | 0 – 0 (pró.) (4-3 pen.)                                                                                     | Sport Huancayo                                                                                              | Callao | Primera División Segunda División                                                                           |
| 2020                                  | Suspendida por la pandemia de COVID-19                                                                      | Suspendida por la pandemia de COVID-19                                                                      | Suspendida por la pandemia de COVID-19                                                                      | Suspendida por la pandemia de COVID-19                                                                      | Suspendida por la pandemia de COVID-19                                                                      |
| 2021                                  | Sporting Cristal                                                                                            | 2 – 1 | Carlos Mannucci                                                                                             | Lima | Primera División Segunda División                                                                           |
| 2022                                  | Cancelada por decisión de la Federación Peruana de Fútbol.                                                  | Cancelada por decisión de la Federación Peruana de Fútbol.                                                  | Cancelada por decisión de la Federación Peruana de Fútbol.                                                  | Cancelada por decisión de la Federación Peruana de Fútbol.                                                  | Cancelada por decisión de la Federación Peruana de Fútbol.                                                  |
| Copa de la Liga de Fútbol Profesional | | | | | |
| 2025                                  | Cancelada por decisión de la Federación Peruana de Fútbol argumentando problemas contractuales televisivos. | Cancelada por decisión de la Federación Peruana de Fútbol argumentando problemas contractuales televisivos. | Cancelada por decisión de la Federación Peruana de Fútbol argumentando problemas contractuales televisivos. | Cancelada por decisión de la Federación Peruana de Fútbol argumentando problemas contractuales televisivos. | Cancelada por decisión de la Federación Peruana de Fútbol argumentando problemas contractuales televisivos. |

### Supercopas
| Edición                    | Campeón | Resultado | Subcampeón | Final | Categorías |
| Copa de Campeones del Perú | Copa de Campeones del Perú | Copa de Campeones del Perú | Copa de Campeones del Perú | Copa de Campeones del Perú | Copa de Campeones del Perú |
| -------------------------- | --- | --- | --- | --- | --- |
| 1919                       | Sport Alianza | 2 – 0 | Jorge Chávez Nr. 1 | Lima | Primera División |
| Copa Federación            | | | | | |
| 2012                       | José Gálvez | 1 – 0 | Juan Aurich | Chimbote | Primera División Segunda División |
| Supercopa Peruana          | | | | | |
| 2020                       | Atlético Grau | 3 – 0 | Deportivo Binacional | Callao | Primera División Segunda División |
| 2021                       | Cancelada por la pandemia de COVID-19, Sporting Cristal (campeón Liga 1 2020) no tenía rival para disputarla (no hubo Copa Bicentenario 2020).                       | Cancelada por la pandemia de COVID-19, Sporting Cristal (campeón Liga 1 2020) no tenía rival para disputarla (no hubo Copa Bicentenario 2020).                       | Cancelada por la pandemia de COVID-19, Sporting Cristal (campeón Liga 1 2020) no tenía rival para disputarla (no hubo Copa Bicentenario 2020).                       | Cancelada por la pandemia de COVID-19, Sporting Cristal (campeón Liga 1 2020) no tenía rival para disputarla (no hubo Copa Bicentenario 2020).                       | Cancelada por la pandemia de COVID-19, Sporting Cristal (campeón Liga 1 2020) no tenía rival para disputarla (no hubo Copa Bicentenario 2020).                       |
| 2022                       | Cancelada por decisión de la Federación Peruana de Fútbol, Alianza Lima (campeón Liga 1 2021) y Sporting Cristal (campeón Copa Bicentenario 2021) debían disputarla. | Cancelada por decisión de la Federación Peruana de Fútbol, Alianza Lima (campeón Liga 1 2021) y Sporting Cristal (campeón Copa Bicentenario 2021) debían disputarla. | Cancelada por decisión de la Federación Peruana de Fútbol, Alianza Lima (campeón Liga 1 2021) y Sporting Cristal (campeón Copa Bicentenario 2021) debían disputarla. | Cancelada por decisión de la Federación Peruana de Fútbol, Alianza Lima (campeón Liga 1 2021) y Sporting Cristal (campeón Copa Bicentenario 2021) debían disputarla. | Cancelada por decisión de la Federación Peruana de Fútbol, Alianza Lima (campeón Liga 1 2021) y Sporting Cristal (campeón Copa Bicentenario 2021) debían disputarla. |
| 2023                       | Cancelada por decisión de la Federación Peruana de Fútbol, Alianza Lima (campeón Liga 1 2022) no tenía rival para disputarla (no hubo Copa Bicentenario 2022).       | Cancelada por decisión de la Federación Peruana de Fútbol, Alianza Lima (campeón Liga 1 2022) no tenía rival para disputarla (no hubo Copa Bicentenario 2022).       | Cancelada por decisión de la Federación Peruana de Fútbol, Alianza Lima (campeón Liga 1 2022) no tenía rival para disputarla (no hubo Copa Bicentenario 2022).       | Cancelada por decisión de la Federación Peruana de Fútbol, Alianza Lima (campeón Liga 1 2022) no tenía rival para disputarla (no hubo Copa Bicentenario 2022).       | Cancelada por decisión de la Federación Peruana de Fútbol, Alianza Lima (campeón Liga 1 2022) no tenía rival para disputarla (no hubo Copa Bicentenario 2022).       |
| 2024                       | Cancelada por decisión de la Federación Peruana de Fútbol, Universitario (campeón Liga 1 2023) no tenía rival para disputarla (no hubo Copa Bicentenario 2023).      | Cancelada por decisión de la Federación Peruana de Fútbol, Universitario (campeón Liga 1 2023) no tenía rival para disputarla (no hubo Copa Bicentenario 2023).      | Cancelada por decisión de la Federación Peruana de Fútbol, Universitario (campeón Liga 1 2023) no tenía rival para disputarla (no hubo Copa Bicentenario 2023).      | Cancelada por decisión de la Federación Peruana de Fútbol, Universitario (campeón Liga 1 2023) no tenía rival para disputarla (no hubo Copa Bicentenario 2023).      | Cancelada por decisión de la Federación Peruana de Fútbol, Universitario (campeón Liga 1 2023) no tenía rival para disputarla (no hubo Copa Bicentenario 2023).      |

### Títulos de Copa y Supercopa por equipo
En negrita las finales donde el equipo se coronó campeón.
| Club                    | Títulos | Subtítulos | Finales de Copa | Finales de Supercopa |
| ----------------------- | ------- | ---------- | --------------- | -------------------- |
| Alianza Lima            | 3       | –          | 1928, 2014      | 1919                 |
| José Gálvez             | 2       | –          | 2011            | 2012                 |
| Atlético Grau           | 2       | –          | 2019            | 2020                 |
| Sporting Cristal        | 1       | –          | 2021            | –                    |
| Universitario           | 1       | –          | 1970            | –                    |
| Deportivo Municipal     | 1       | –          | 1993            | –                    |
| FBC Melgar              | –       | 1          | 1970            | –                    |
| Sport Huancayo          | –       | 1          | 2019            | –                    |
| Carlos A. Mannucci      | –       | 1          | 2021            | –                    |
| Deportivo Sipesa        | –       | 1          | 1993            | –                    |
| Sport Áncash            | –       | 1          | 2011            | –                    |
| Liga Balnearios del Sur | –       | 1          | 1928            | -                    |
| Jorge Chávez Nr. 1      | –       | 1          | -               | 1919                 |
| Juan Aurich             | –       | 1          | –               | 2012                 |
| Deportivo Binacional    | –       | 1          | –               | 2020                 |

### Títulos de Copa y Supercopa por región o departamento
| Departamento | Títulos | Subtítulos | Campeones de Copa                                                  | Campeones de Supercopa |
| ------------ | ------- | ---------- | ------------------------------------------------------------------ | ---------------------- |
| Lima         | 6       | 2          | Alianza Lima, Universitario, Sporting Cristal, Deportivo Municipal | Alianza Lima           |
| Áncash       | 2       | 1          | José Gálvez                                                        | José Gálvez            |
| Piura        | 2       | –          | Atlético Grau                                                      | Atlético Grau          |
| Junín        | –       | 2          | –                                                                  | –                      |
| La Libertad  | -       | 1          | –                                                                  | –                      |
| Arequipa     | –       | 1          | –                                                                  | –                      |
| Lambayeque   | –       | 1          | –                                                                  | –                      |
| Puno         | –       | 1          | –                                                                  | –                      |